# Lockwood Pirie
Lockwood Masters „Woody“ Pirie (* 25. April 1904 in Brooklyn; † 4. Mai 1965 in Miami) war ein US-amerikanischer Segler.

## Erfolge
Lockwood Pirie, der Mitglied im Sheridan Shore YC und Lake Michigan YC war, nahm an den Olympischen Spielen 1948 in London mit Owen Torrey in der Bootsklasse Swallow teil und gewann in dieser die Bronzemedaille. Mit 4352 Punkten wurden sie mit ihrer Yacht Margaret hinter den Briten David Bond und Stewart Morris sowie dem portugiesischen Brüderpaar Duarte Manuel und Fernando Bello Dritter. Im Starboot sicherte sich Pirie bei Weltmeisterschaften 1940 in San Diego zunächst die Bronzemedaille, ehe ihm 1948 in Cascais der Titelgewinn gelang. 1950 folgte in Chicago der Gewinn der Silbermedaille.
Piries Familie war Teilbesitzer des Chicagoer Kaufhauses Carson, Pirie & Scott, in dem er als Manager arbeitete.